# Laborec
Der Laborec (deutsch selten Labor[t]z; ungarisch Laborc) ist ein Fluss in der Ostslowakei mit einer Gesamtlänge von 129 Kilometern.
Er entspringt in den Niederen Beskiden (slowakisch Nízke Beskydy) nahe der Grenze zu Polen, nimmt dann einen südöstlich bis südlichen Verlauf vorbei an der Stadt Medzilaborce und vereinigt sich bei der Stadt Humenné mit der Cirocha. Nach einem halbkreisförmigen Verlauf in westliche und dann wieder südliche Richtung um den Vihorlat herum, vorbei an Strážske und weiter südlich Michalovce, mündet er schließlich nach südlichem Verlauf und dem linksseitigen Zufluss des Usch in die Latorica. Das Wassereinzugsgebiet beträgt dabei 4522,5 km² und die Durchflussmenge erreicht durchschnittlich 54,5 m³/s.